# 2016년 벤쿠버 국제 영화제
제35회 벤쿠버 국제 영화제는 2016년 9월 29일에 열린 시상식이다.

## 수상 및 후보

### 캐나다 장편상
- Cabbie - 제니퍼 치우 외 1명 수상

### 캐나다 단편상
- 남아있는 사람들 - 마튜 바숑 수상

### 캐나다 신인감독상
- 네버 잇 얼론 - 소피아 보다노위즈 수상

### 캐나다 단편 신인감독상
- 페어런트, 티처 - 로만 트췐 수상

### 캐나다 다큐멘터리인기상
- 스피릿 언포게터블 - 피트 맥코맥 수상

### 캐나다영화인기상
- 나의 첫 번째 세계여행 - 앤 마리 플레밍 수상

### 슈퍼 채널 관객상
- 모디 - 에이슬링 월쉬 수상

### 국제장편영화 데뷔 인기상
- 나, 다니엘 블레이크 - 켄 로치 수상

### 다큐멘터리인기상
- 휴먼 - 얀 아르튀스-베르트랑 수상

### VIFF 임팩트 상
- 파워 투 체인지 - 디 에너지 리벨리온 - 칼-A. 페크너 수상

### BC 작품상
- 나의 첫 번째 세계여행 - 앤 마리 플레밍 수상

### BC 신인감독상
- 헬로 디스트로이어 - 케반 펑크 수상

### 베스트 BC 단편 영화 상
- 히어 노어 데어 - 줄리아 허칭즈 수상

### 컨템포러리 월드 시네마
- 타나 : 지상 최고의 사랑 - 마틴 버틀러 외 1명
- 우리 선생님을 고발합니다 - 얀 흐르베이크
- To Keep the Light - Erica Fae
- 더 트랩 - 자야라즈 라자세카란 나이르
- 트와일라잇 오버 버마 - 사빈느 데르플링거
- 언노운 걸 - 장 피에르 다르덴 외 1명
- 더 야드 - 몬스 몬손
- 앨범 - 메멧 캔 메트글루
- 올 오브 어 서든 - 아슬리 오즈게
- 아쿠아리우스 - 클레버 멘돈사 필로
- 내가 눈을 뜨기도 전에 - 레일라 부지
- 바라카 밋츠 바라카 - 마흐무드 샙백
- 비욘드 더 마운틴즈 앤드 힐스 - 에란 콜리린
- 행복은 복잡해 - 지아니 자나시
- 더 컨페션스 - 로베르토 안도
- 루이 14세의 죽음 - 알베르트 세라
- 돌로레스 - 마이클 로젤
- 도날드 크라이드 - 크리스 에버디시안
- 꿈길 - 앙겔라 샤넬렉
- 끝없는 시 - 알레한드로 조도로프스키
- Rain on the Borders - Federica Foglia
- 거인 - 요하네스 니홀름
- 글로리 - 크리스티나 그로제바 외 1명
- 골드스톤 - 아이반 센
- 어 굿 와이프 - 미르야나 카라노비치
- 그린 이즈 골드 - 라이언 백스터
- 올리 마키의 가장 행복한 날 - 유호 쿠오스마넨
- 헤디 - 모하메드 벤 아티아
- 헤르미아 앤 헬레나 - 마티야스 피녜이로
- 역사의 미래 - 피오나 탄
- 더 휴먼 서지 - 에두아르도 윌리엄스
- 인데피니트 피치 - 제임스 N. 키에니츠 윌킨스
- 인버젼 - 베남 베자디
- 정션 48 - 우디 알로니
- 케이트가 크리스틴을 연기하다 - 로버트 그린
- 푸른 수염의 성 - 가스통 솔니츠키
- 란투어리 - 레자 도르미시안
- 더 라스트 패밀리 - 얀 P. 마투신스키
- 라이크 크레이지 - 파올로 비르지
- 릴리 래인 - 베네덱 플리고프
- 로스트 인 무니치 - 피터 젤렌카
- 오베라는 남자 - 하네스 홀름
- 마더 - 카드리 크뢰우사르
- 나콤 - 켈리 다니엘라 노리스
- 네루다 - 파블로 라라인
- 근원적 행복 - 스벤 타딕켄
- 조류학자의 은밀한 모험 - 주앙 페드로 로드리게스
- 파나메리칸 머시너리 - 호아킨 델 파소
- 패터슨 - 짐 자무쉬
- 피후 - 비노드 카프리
- 어 콰이어트 패션 - 테렌스 데이비스
- 퀴트 스테어링 앳 마이 플레이트 - 하나 주식
- 라디오 드림즈 - 바박 잘라리
- 붉은 거북 - 마이클 두독 드 비트
- 더 리허설 - 앨리슨 맥클린
- 우화의 강 - 바스카르 하자리카
- 세일즈 맨 - 아쉬가르 파라디
- 상처입은 마음 - 라두 주데
- 셰퍼즈 앤 벗쳐스 - 올리버 슈미츠
- 숏 스테이 - 테드 펜트
- 시에라네바다 - 크리스티 푸이유
- 신 알라스 - 벤 체이스
- 신스 오브 더 플레쉬 - 할레드 엘 하갈
- 더 스튜던트 - 키릴 세레브렌니코프
- 선탠 - 아르기리스 파파디미트로풀로스
- 스위트 드림스 - 마르코 벨로치오
- 상처입은 마음 - 라두 주데

### BC 스포트라이트
- 케이든스 - 알렉산더 라쉬라스
- 헬로 디스트로이어 - 케반 펑크
- 키퍼스 오브 더 매직 - 빅 사린
- 코넬린: 아워 랜드 뷰티풀 - 네티 와일드
- 메링 더 패밀리 - 피터 벤슨
- 믹스트 매치 - 제프 치바 스턴즈
- 어 뉴 문 오버 토호쿠 - 린다 오하마
- 스피릿 언포게터블 - 피트 맥코맥
- 언씬: 할로우맨 - 제프 레드냅
- 나의 첫 번째 세계여행 - 앤 마리 플레밍

### 캐나다 이미지
- Where the Universe Sings: The Spiritual Journey of Lawren Harris - Peter Raymont 외 1명
- 윌도우 - 브루스 맥도널드
- 위 캔트 메이크 더 세임 미스테이크 트와이스 - 앨라니스 오봄사윈
- 퀘마이 컨트리 몬 페이즈 - 존 워커
- 디 아더 하프 - 조이 클라인
- 오래된 돌 - 조니 마
- Of Ink and Blood - Francis Fortin 외 2명
- 넬리 - 안 에몽
- 민 드림스 - 나단 몰랜도
- 말리글루팃 - 자카리아스 쿠눅 외 1명
- 리빙 위드 자이언츠 - 세바스티앙 리스트 외 1명
- 킹 데이브 - 다니엘 그로우
- 다윈 - 벤자민 더필드
- 1분 54초 - 얀 잉글랜드

### 하이스쿨 아웃리치
- 내가 눈을 뜨기도 전에 - 레일라 부지
- 정션 48 - 우디 알로니
- 파리 투 마르세유: 2주간의 여행 - 라시드 드자이다니
- 올 디스 패닉 - 제니 게이지
- 1분 54초 - 얀 잉글랜드
- 소니타 - 로크사레 가엠 마가미

### 주목! 프랑스
- 애프터 러브 - 조아생 라포스
- 비잉 17 - 앙드레 테시네
- 쇼콜라 - 로쉬디 젬
- 엘르 - 폴 버호벤
- 파리 투 마르세유: 2주간의 여행 - 라시드 드자이다니
- 퍼스널 쇼퍼 - 올리비에 아사야스
- 세인트 아무르 - 베누아 델핀
- 요셉의 아들 - 유진 그린
- 리스터 버티칼 - 알랭 기로디
- 땡스 보스! - 프랑소와 뤼팡
- 다가오는 것들 - 미아 한센-러브
- 프란츠 - 프랑소와 오종

### 다큐멘터리
- 올 디스 패닉 - 제니 게이지
- 뱅! 더 버트 번스 스토리 - 밥 사를스
- 빗트윈 펜스즈 - 아비 모그라비
- Burden - Tim Marrianan 외 1명
- 더 차이니스 라이브스 오브 울리 시그 - 미하엘 쉰드헬름
- 뎁스 투 - 오그젠 글라보닉
- 돈 블링크 - 로버트 프랭크 - 로라 이스라엘
- 고스트랜드: 더 뷰 오브 더 주호안시 - 사이먼 스타들러
- 김미 데인저 - 짐 자무쉬
- 그로잉 업 코이 - 에릭 주홀라
- 해롤드와 릴리언: 그들의 일과 사랑 - 대니얼 래임
- 아임 콜드 힘 모건 - 캐스퍼 콜린
- 인피니트 플라이트 오브 데이즈 - 카탈리나 메사
- 고양이 케디 - 제다 토룬
- 킵 콰이엇 - 샘 블레어 외 1명
- The Killing$ of Tony Blair - Sanne van den Bergh 외 2명
- 매그너스 - 벤자민 리
- 레쿠오나를 연주하며 - 파벨 지루 외 1명
- 포트레이트 오브 어 가든 - 로지 스태플
- 프리즌 독스 - 페리 펠츠 외 1명
- 리셋 - 티에리 데마이지에르 외 1명
- 사계 - 자끄 페렝 외 1명
- 섀도 월드 - 요한 흐리몬프러
- 스노우 몽키 - 조지 지토스
- 스트레인저스 온 디 어스 - 트리스탄 쿡
- 템페스태드 - 타티아나 후에조
- 티클링 자이언츠 - 사라 탁슬러
- 타워 - 케이스 메이트란드
- 켄 로치의 삶과 영화 - 루이즈 오스몬드
- 활동적 삶: 한나 아렌트의 정신 - 에이다 어쉬피즈
- 위 아 엑스 - 스테판 키작
- 세계가 충돌할 때 - 매튜 오젤 외 1명

### 퓨쳐 // 프레젠트
- 인테스틴 - 레프 루이스
- Lights Above Water - Nicolas Lachapelle 외 1명
- 더 락피커 - 랜달 오키타
- 솀블스 - 칼 르뮤
- 네버 잇 얼론 - 소피아 보다노위즈
- 스플릿 - 로렌스 코테-콜린스
- 꿈꾸는 두 사람 - 니콜라스 페레다
- 웨어울프 - 애쉴리 맥켄지

### VIFF 임팩트
- 벅스 - 안드레아스 욘센
- 커맨드 앤드 컨트롤 - 로버트 컨너
- 화염의 바다 - 잔프란코 로시
- 프레이튼드: 더 리얼 프라이스 오브 쉬핑 - 드니 델레스트락
- 파워 투 체인지 - 디 에너지 리벨리온 - 칼-A. 페크너
- 랫 필름 - 테오 안소니
- 리버블루 - 데이비드 맥킬라이드 외 1명
- 소니타 - 로크사레 가엠 마가미
- 땡스 보스! - 프랑소와 뤼팡
- 투 트레인스 러닌 - 사무엘 D. 폴라드

### 용과 호랑이
- 혼자 - 박홍민
- 당신 자신과 당신의 것 - 홍상수
- 소주와 아이스크림 - 이광국
- 죽여주는 여자 - 이재용
- 연애담 - 이현주
- 탐정 홍길동: 사라진 마을 - 조성희
- 어포던스 - 하야토 노베
- 태풍이 지나가고 - 고레에다 히로카즈
- 뷰티풀 2016 - 지아장커 외 1명
- 어둠의 시간 - 아노차 수위차콘퐁
- Conslitruction - Nakanishi Yoshihisa
- 내 마음의 복제 - 조코 안와르
- 장강도 - 차오 양
- 기준점 - 오리카사 료
- Finder - Sato Yoshinao
- 일로순풍 - 청몽홍
- 하모니움 - 후카다 코지
- Heaven - 히라바야시 이사무
- 헤마 헤마 - 키엔체 노르부
- 나에게는 미래가 있다 - 오우치 리에코
- 깨끗한 물속의 칼 - 왕수에보
- 웃고 있는 거미 - 타나미 케이치
- 사후의 삶 - 장 하니
- 라이프라인 - 시오타 아키히코
- 아주 긴 변명 - 니시카와 미와
- 엄마(영어판) - 리리 리자
- Mrs. - Adolfo Alix
- Out of the Frying Pan - 코마츠 타카시
- 탐정 홍길동: 사라진 마을 - 조성희
- 프로미스 - 시오타 아키히코
- 만달레이로 가는 길 - 미디 지
- 고별 - 덕격나
- 닝코 스님의 수난 - 니와츠키노 노리히로
- 타앙-경계의 사람들 - 왕빙
- 텐 이어즈 - 궉 준 외 4명
- 여자가 잠들 때 - 웨인 왕
- 옐로잉 - 찬쯔운

### 알터드 스테이츠
- 어나더 이블 - 칼슨 D. 멜
- 디 아이즈 오브 마이 마더 - 니콜라스 페스케
- 인 어 밸리 오브 바이얼런스 - 티 웨스트
- 라벤더 - 에드 게스 도넬리
- 리틀 시스터 - 잭 클락
- 더 러브 위치 - 안나 빌러
- 오퍼레이션 아발란체 - 매트 존슨
- 쉬즈 알러직 투 캣츠 - 마이클 라이히
- 어둠의 여인 - 바박 안바리
- 우리는 고깃덩어리 - 에밀리아노 로차 민터

### 단편 부문
- 24.24.24. - 다니엘 디첼
- A Dance For - Emily Feng
- Aeris - Lukas Huffman
- Albedo Absolute - Vlad Marsavin
- Another Prayer - Sofia Bohdanowicz
- 아프레 수잔느 - 펠릭스 모아티
- 라이크 다이노소어스 - 에밀리 로사
- As One - Alan Powell
- Best Efforts - Hadley Hillel
- Between Them - Alexia Maltner
- Beyond Blue Waves - Joedlle Desjardins Paquette
- 블랙 캅 - 코리 보리스
- Black Pudding - Nicole Nabi
- 블라인드 바이샤 - 테오도르 위셰브
- A Brief History of the Apocalypse - Erica Genereux Smith
- By the Pool - Karine Belanger
- Cabbie - 제니퍼 치우 외 1명
- 카메라맨 - 코너 가스톤
- Carver - Jeremy Wamiss
- Catch - Paul Cooke 외 1명
- Cave of Sighs - Nathan Douglas
- Champion - Andres Passoni
- Clouds - Diego Maclean
- Colour - Taryn Birket
- DataMine - 팀 트레이시
- Dear Drew - Dylan Shapiro
- 돈트 리브 미 - 로라 주
- Dora Blondin - Iris 외 3명
- 에덴 호스텔 - 곤자가 만조
- 아인스트 - 제시카 존슨
- 엠마 - 마틴 에드랄린
- Encounter - Fabrizio Rinaldi
- An Evening - Sofia Bohdanowicz
- 물고기 - 헤더 영
- 달의 네 개의 얼굴 - 아만다 스트롱
- 프라이데이 나이트 - 알렉시스 마샤릭
- 페브리지오즈 이니테이션 - 마리아노 뱌신
- Ganjy - Ben Ratner
- Grown Up - Hong-Ruei Lin
- Her Paradise - Shobi Sen
- 히어 노어 데어 - 줄리아 허칭즈
- Homesick - 소피에 자비스
- 사람들이 당신을 좋아하게 만드는 법 - 알렉산드라 야코블레바
- 나는 여기에 - 에오인 더피
- 아이 러브 안나 - 요나스 루타넨
- If You See Something - Daria Azizian
- Imitations - Markus Henkel 외 3명
- It's No Real Pleasure in Life - Nikolay Michaylov
- Last Night - 조엘 살라이세이
- Late Night Drama - 패트리스 라리버테
- The Law of Moments - Emma Samms
- The Lift - Manny Mahal
- 우주 최고 특공대 - 피터 스탠리-워드
- Lock In - Neville Pierce
- 마미에 - 제니스 나두
- 마이너 시트백 - 어거스틴 프리젤
- The Movieland Movie - Zachary Kerrholden
- My Body - Annie Kruger 외 3명
- The New Canada - 알렉산더 카슨
- Nine Behind - Sophy Romvari
- 누탁-홈랜드 - 알리시 텔렌구트
- 오 왓 어 원더풀 필링 - 프랑소와 자로스
- Old Man - Alicia Eisen
- 온 더 루프 - 데미아 세라 카체티즈
- 아웃 오브 더 빌리지 - 조나단 스테인
- Painterbrain - Glenn Diehl
- 페어런트, 티처 - 로만 트췐
- Paris, 1971 - David Khachatorian
- Popsong - Matthew Taylor Blais
- A Prayer - Sofia Bohdanowicz
- Ranger - Sandra Ignagni 외 1명
- Rotten Love - Matt LaCorte
- Sanun - Kyle Nieva 외 1명
- Seven Stars - Sofia Banzhaf 외 1명
- 시지스몬드 산 이미지 - 알베릭 아우르텐체
- 더 스패로우스 파이트 - 톰 슈로더
- Srorrim - 웨인 와피무콰
- Stars - Krista Vernoff
- 채석장 - 진-마크 E.로이
- 더 테이스트 오브 비에트남 - 피에르 룩 라튤립프
- This Home is Not Empty - Carol Nguyen
- 디스 모던 맨 이즈 비트 - 알렉스 머킨
- 남아있는 사람들 - 마튜 바숑
- Three Minute Warning - Iqbal Mohammed
- Tide - 알렉산더 본 호프만
- 투데이 데이 투크 마이 선 - 피에르 다와리비
- Two - Christopher Spencer-Lowe
- Vanya - Christine Rabotenko
- Vlad the Unemployed - Ashley Kobayashi
- Walden Pink - Peter Bolte
- When Day is Done - Brandon Roots
- 와일드 스킨 - 아리안 루이스-시즈 플루프
- 윈즈 오브 퍼네이스 - 야밀 퀸타나
- 센시즈 - 나리만 앨리브
- 유어 마더 앤 아이 - 안나 맥과이어
- Eclair - Hugo Keijzer

### 특별소개 부문
- 아가씨 - 박찬욱
- 엘르 - 폴 버호벤
- 바칼로레아 - 크리스티안 문주
- 나, 다니엘 블레이크 - 켄 로치

### 스타일 인 필름
- 마일스와 함께 집 짓기 - 조나단 파커
- 프랑카: 카오스 앤 크리에이션 - 프란체스코 카로지니
- 해리 벤슨: 슛 퍼스트 - 저스틴 베어 외 1명
- 더 모델 - 매즈 매티슨
- 얀 - 우나 로렌젠
- 야마모토 요지: 드레스메이커 - 응오 태 짜우
- 트와일라잇 오버 버마 - 사빈느 데르플링거
- 바라카 밋츠 바라카 - 마흐무드 샙백
- 루이 14세의 죽음 - 알베르트 세라
- 돌로레스 - 마이클 로젤
- 퍼스널 쇼퍼 - 올리비에 아사야스
- 해롤드와 릴리언: 그들의 일과 사랑 - 대니얼 래임
- 포트레이트 오브 어 가든 - 로지 스태플
- 벅스 - 안드레아스 욘센

### 그레이트 디바이드
- 글로리 - 페타르 밸채노프
- 바칼로레아 - 크리스티안 문주
- 나, 다니엘 블레이크 - 켄 로치
- 랫 필름 - 테오 안소니
- 소니타 - 로크사레 가엠 마가미
- 땡스 보스! - 프랑소와 뤼팡
- 더 트랩 - 자야라즈 라자세카란 나이르
- 더 야드 - 몬스 몬손